# Server-side
Server-side, ou literalmente "lado do servidor", também conhecido por back-end, é um termo usado para designar operações que, em um contexto cliente-servidor, são feitas no servidor, não no cliente.
Existem várias razões para isso: desde o meio poder de processamento do servidor, até a presença de softwares ou recursos que estejam disponíveis apenas no servidor.
O oposto de server-side é o Client Side, que designa operações feitas na estação de trabalho do usuário.